# Oxytropis kermanica
Oxytropis kermanica là một loài thực vật có hoa trong họ Đậu. Loài này được Freyn & Bornm. miêu tả khoa học đầu tiên.